# City of Gillespie
City of Gillespie comunament abreujat a Gillespie és una ciutat al Comtat de Macoupin a l'estat d'Illinois. Segons el cens del 2000 tenia 3.412 habitants. Gillespie rep el nom del jutge Joseph Gillespie, que va ser actiu a la política estatal d'Illinois.

## Demografia
Segons el cens del 2000, Gillespie tenia 3.412 habitants, 1.452 habitatges, i 936 famílies. La densitat de població era de 908,5 habitants/km².
Dels 1.452 habitatges en un 28,9% hi vivien nens de menys de 18 anys, en un 50,8% hi vivien parelles casades, en un 9,9% dones solteres, i en un 35,5% no eren unitats familiars. En el 31% dels habitatges hi vivien persones soles el 16,4% de les quals corresponia a persones de 65 anys o més que vivien soles. El nombre mitjà de persones vivint en cada habitatge era de 2,35 i el nombre mitjà de persones que vivien en cada família era de 2,93.
Per edats la població es repartia de la següent manera: un 23,3% tenia menys de 18 anys, un 9,3% entre 18 i 24, un 27,3% entre 25 i 44, un 22,7% de 45 a 60 i un 17,4% 65 anys o més.
L'edat mediana era de 39 anys. Per cada 100 dones de 18 o més anys hi havia 86,1 homes.
La renda mediana per habitatge era de 33.168 $ i la renda mediana per família de 40.500 $. Els homes tenien una renda mediana de 35.032 $ mentre que les dones 23.136 $. La renda per capita de la població era de 19.042 $. Un 8,6% de les famílies i el 12,4% de la població estaven per davall del llindar de pobresa.

## Poblacions properes
El següent diagrama mostra les poblacions més properes.